# Bazoilles-sur-Meuse
Bazoilles-sur-Meuse é uma comuna francesa na região administrativa do Grande Leste, no departamento de Vosges. Estende-se por uma área de 21.25 km², e possui 600 habitantes, segundo o censo de 2018, com uma densidade de 28 hab/km².